# ماجرای ماکومبر (فیلم ۱۹۴۷)
ماجرای ماکومبر (به انگلیسی: The Macomber Affair) یک فیلم درام آمریکایی به کارگردانی زولتن کوردا در سال ۱۹۴۷ است.

## داستان
رابرت ویلسون توریست‌ها را در دشت‌های کنیا هدایت می‌کند در این میان او آقا و خانم ماکومبر را برای شکار بوفالو می‌برد اما رفتار نفرت‌انگیز مارگارت هر سه آن‌ها را دچار دردسر می‌کند و...

## بازیگران
- گریگوری پک در نقش رابرت ویلسون
- جون بنت در نقش مارگارت ماکومبر
- رابرت پرستون در نقش فرانسیس ماکومبر
- رجینالد دنی در نقش بازرس پلیس
- جیان گیلی در نقش ایمی
- کارل هاربورد در نقش پزشک قانونی
- ورنون داونینگ خبرنگار لوگان
- فردریک ولوک دفتریار